# 建中寺 (洛陽)
建中寺（けんちゅうじ）は、中国の洛陽城内にかつてあった仏教寺院。
531年（普泰元年）、北魏の尚書令・楽平王の爾朱世隆が爾朱栄の追福のために宦官の劉騰の邸宅跡に寺を建立した。朱門黄閣のいわゆる仙居のつくりであった。前庁を仏殿とし、後堂を講室とした。涼風堂が1カ所設けられており、もともと劉騰の避暑地として作られたため、常に冷涼が保たれていた。境内には「万年千歳の樹」と呼ばれる老木が立っていた。